# Ivan III của Nga
Ivan III Vasilyevich (tiếng Nga: Иван III Васильевич) (22 tháng 1 năm 1440, Mátxcơva – 27 tháng 10 năm 1505, Mátxcơva), cũng được gọi là Ivan Đại đế, là một Quận công Moskva và Hoàng tử của toàn Nga. Đôi khi ông được gọi là "người lấy đất cho nước Nga" vì ông đã làm nước Nga tăng gấp ba diện tích lãnh thổ của mình, kết thúc giai đoạn thống trị nước Nga của Hãn quốc Kim Trướng, tân trang lại Điện Kremli và đặt nền tảng cho nhà nước Nga sau này. 
Ông là một trong những vị vua cai trị lâu nhất trong lịch sử nước Nga.

## Mở rộng đất Nga
Kế vị ngay sau khi cha mình là Vasili II qua đời, Ivan III tăng cường hoạt động để mở rộng đất đai của Moskva. Theo các nhà sử học Nga hiện đại, Ivan III đôi khi còn được gọi là người "tập hợp các vùng đất của Nga (thành một thể thống nhất)" hãy "lấy đất cho nước Nga". Thuật ngữ "nước Nga" (Russia) chính thức được sử dụng dưới thời cháu trai của ông là Ivan IV, khi ông đổi tên quốc gia Moskva thành Nước Nga Sa hoàng vào ngày 15/1/1547.

### Chiến tranh Moskva - Novgorod
Cộng hòa Novgorod được thành lập năm 1136 dưới thời công tước Sviatoslav Olgovich. Thế kỷ XII - XIII, Cộng hòa Novgorod phát triển mạnh về kinh tế và độc lập về chính trị. Đứng đầu Hội đồng thành phố, cai quản bởi một công tước. Không muốn để Novgorod làm vật cản trở cho việc mở rộng đất đai Moskva, Ivan I của Nga, Simeon I Proud và các quốc vương khác ở Moskva đã tìm cách hạn chế sự độc lập của Novgorod. Thời đại công Dmitry Ivanovich Donskoy tiến hành các cuộc tấn công lẻ tẻ vào quốc gia này. Mặc dù không thành công, nhưng Dmitry Donskoy và các Đại vương công Moskva kế nhiệm tìm cách tiến đánh Cộng hòa Novgorod.
Khi Ivan III kế nhiệm chức Đại vương công Moskva, tình thế đã thay đổi. Sau khi đánh chiếm các thành phố Yaroslav (1463) và Rostov (1471), Ivan bắt tay chuẩn bị lực lượng để tấn công nước Cộng hòa Novgorod để mở rộng ảnh hưởng đến vùng bắc Dvina. Trước sự chuẩn bị của Đại vương công Moskva, vương công Novgorod đã đàm phán với Lithuania với hy vọng đặt mình dưới sự bảo vệ của Casimir IV, vua Ba Lan và công tước của Lithuania, một liên minh sẽ được Ivan III tuyên bố là sự phản bội tổ quốc với Moskva. Mặc dù đã cố gắng chuẩn bị cho cuộc chiến với Moskva, nhưng các boyar giàu có vẫn không thể cung ứng nổi lượng tài chính cần thiết vào cuộc chiến, có thể lý do chính là họ muốn làm giàu cho bản thân nhiều hơn lo cho vận mệnh đất nước. Hơn nữa, việc Tổng Giám mục Feofil (1470-1480) lộ mặt phản bội khi nói rằng, Novgorod sẽ được đối ngoại (có lẽ là tìm đồng minh) khi được vương công chấp thuận đã khiến Ivan III có cơ hội được hành động. Ông tuyên bố Novgorod phản bội Hiệp ước Yazhelbitsy và đã phát lệnh tấn công. Quân đội Moskva đã giành chiến thắng quyết định tại Trận chiến sông Shelon vào tháng 7 năm 1471 làm quân Cộng hòa Novgorod tan rã nhanh chóng. Không để Cộng hòa Novgorod có cơ hội hồi phục, năm 1478 Ivan III quyết định tấn công thành phố một lần nữa. Quân đội của ông đã tàn sát phần lớn dân cư Novgorod, phá hủy thư viện và các kho lưu trữ. Cộng hòa Novgorod chấm dứt tồn tại. Theo hiệp ước được ký kết vào ngày 15/1/1478 giữa Tổng Giám mục Feofil với Ivan III, Cộng hòa Novgorod chấm dứt tồn tại và phải nhường phần lớn đất đai cho Moskva.

### Chiến tranh với các lãnh thổ khác ở Moskva
Sau Novgorod, năm 1485 Ivan III dẫn đại quân đi đánh công quốc Tver. Cuộc tấn công chớp nhoáng của ông làm tan rã quân Tver, đại công Tver là Mikhail II (1461-1485) bỏ chạy sang Litva. Ivan III đặt con trai Ivan làm vương công và đến năm 1490 thì chính thức sáp nhập Tver vào đất Moskva. Sau Tver, đến lượt các công quốc nhỏ khác đều chịu chung số phận như Tver. Chỉ có lãnh địa Pskov và Ryazan giữ được độc lập về hình thức.
Trong khi đang chiến tranh với các công quốc, Ivan từ chối việc giao quyền chỉ huy các cuộc chiến này cho các anh em của mình, lý do là sợ các anh em sẽ chiếm mất thành quả mình lấy được và có thể tranh giành lãnh địa của nhau. Hơn nữa, Ivan cũng nghi ngờ một số anh em của ông còn giữ mối quan hệ với Ba Lan và có thể một trong những người này sẽ vì quyền lợi mà dâng đất cho Ba Lan. Nhưng cuối cùng, ông cũng phân chia đất đai cho các anh em cai trị với điều kiện, họ không được kế thừa. Điều dự cảm của Ivan III đã xảy ra: Năm 1473 và 1480, hai người em là Boris và Andrei Elder bị ông phát hiện là có giao dịch bí mật với nước ngoài, nên họ bỏ trốn sang Litva. Andrei "Trẻ" qua đời năm 1491 và Ivan nắm hết đất đai. Năm 1491, Andrei Elder bị Ivan bắt vì đã từ chối giúp đỡ các nước Crimea chống lại hãn Kim Trướng. Mãi đến khi các em còn lại qua đời vào năm 1501, Ivan III mới thực sự làm chủ lãnh thổ Moskva.

## Chính sách đối nội
Sau khi lên cầm quyền, Ivan III tiến hành kiện toàn bộ máy chính quyền. Dựa trên hai tầng lớp xã hội là quý tộc cũ và thương nhân đang lên, đại công Ivan III tiến hành xây dựng chính quyền theo mô hình của Byzantium. Sở dĩ ông chọn mô hình đó là vì, sau khi Constantinople sụp đổ năm 1453, các nhà luật học chính thống chính thống có xu hướng xem Đại vương công Moskva, nơi chính quyền chính thống Kiev đã chuyển vào năm 1325 sau khi Mông Cổ xâm lược dưới thời Ivan I Danilovich Kalita, là những người kế vị của các hoàng đế Byzantine. Chính Ivan dường như hoan nghênh ý tưởng đó và thực hiện việc đó một cách xuất sắc. Học giả Fennell nhận định rằng, "Một thời kỳ suy thoái về văn hóa và khô khan về tâm linh. Tự do đã bị dập tắt trong đất Nga. Với sự cố chấp trong việc chống lại Công giáo, Ivan đã hạ một bức màn ngăn cách giữa Nga và phương Tây. Vì sự cường thịnh của lãnh thổ, ông đã tước đoạt thành quả của nền văn minh và tri thức phương Tây khỏi đất nước mình."
Để củng cố chính quyền mới theo mô hình của Byzantium, sau khi hoàng hậu đầu tiên là Maria xứ Tver chết năm 1471, Ivan III đã nghe theo gợi ý của Giáo hoàng Phaolô II quyết định kết hôn với Sophia Paleologue, con gái của Thomas Palaeologus thành Morea và là cháu gái của Hoàng đế cuối cùng Konstantinos XI Palaiologos. Sau khi lấy chồng, hoàng hậu đi theo Chính thống giáo của Ivan III. Hoàng hậu Sophia cũng đã gợi ý đại công làm Quốc huy mang hình con đại bàng hai đầu, giống của Byzantium.
Một hệ thống chính quyền mới được hình thành. Thoạt đầu, Ivan III quyết định loại bỏ ảnh hưởng của boyar vào chính quyền. Các boyar không còn được hỏi ý kiến về các vấn đề của nhà nước, quyền lực bị suy giảm đáng kể. Họ đã phẫn nộ cuộc cải tổ này và đầu tranh chống lại nó. Hệ thống chính quyền thời Ivan III được sắp xếp như sau: